# Eddie Ayres
Pour les articles homonymes, voir Ayres.
Eadric Ayres (né en 1967 à Douvres), connu sous le surnom Eddie Ayres, est un animateur de radio australo-britannique et professeur de musique. Il est connu essentiellement pour ses œuvres caritatives et pour son travail pour la chaîne de radio ABC Classic FM.

## Biographie
Ayres naît à Douvres sous le nom d'Emma et grandit à Shrewsbury avec un grand frère et deux grandes sœurs. Il commence la musique à l'âge de six ans ; il veut faire du violoncelle, mais sa mère jugeant que l'instrument est « pour les garçons », lui impose plutôt la pratique du violon. Il étudie au Royal Northern College of Music puis à l'université des arts de Berlin, à la Royal Academy et au Victorian College of the Arts de Melbourne. Lors de ses études, un professeur l'encourage à plutôt jouer de l'alto.
Pendant douze ans, il est altiste professionnel, et il joue au sein de l'orchestre philharmonique de Hong Kong pendant huit ans à partir de 1992. En 2000, il organise un voyage en vélo de douze mois, partant du Shropshire pour aller jusqu'à Hong Kong. En 2001, il commence à présenter la matinale de musique classique de RTHK.
En 2003, il emménage à Melbourne.
Après quatre ans d'animation radio, le 4 février 2008, Ayres commence à son poste de présentateur du programme Classic Breakfast sur ABC Classic FM. En parallèle, il enseigne le violoncelle à Melbourne Girls Grammar.
Il reçoit la nationalité australienne en 2010.
En 2011, il organise des spectacles de rue à Sydney et Melbourne, lors desquels il lève 11 000 dollars pour les victimes des inondations au Queensland.
En 2012, il est invité sur l'émission d'ABC Big Ideas pour parler des réactions émotionnelles à la musique et de composition, aux côtés de Andrew Schultz, compositeur, et Emery Schubert, psychologue.
Lors d'un voyage en vélo au Pakistan en 2013, alors qu'il regardait le film Boys Don't Cry, il comprend qu'il est un homme transgenre.
En 2014, il publie son autobiographie, Cadence: Travels with music - a memoir. Ce livre parle de son long voyage à vélo de 2000, lors duquel on le prend souvent pour un homme (alors qu'il n'est pas encore conscient d'être un homme transgenre à l'époque). Il est interviewé sur la chaîne Musica Viva pour y parler de musique de chambre. Le 30 juin, il annonce quitter Classic Breakfast, une démission qui prend effet en octobre. Il est remplacé temporairement par Ellen Fanning.
En 2015, il déménage à Kaboul, où il enseigne le violon, l'alto et le violoncelle à l'Institut national afghan de musique. C'est au cours de ce séjour qu'il décide de commencer sa transition, et en février 2016, à 49 ans, il subit une double mastectomie. Au cours de ses trois derniers mois en Afghanistan, il vit sous son identité masculine, puis il commence une hormonosubstitution en juillet de la même année.
En 2017, il revient en Australie et enseigne la musique à Brisbane. Il sort un livre, Danger Music,, le 27 septembre 2017.
En 2019, il devient animateur de l'émission d'ABC Classic Weekend Breakfast,.